# Маніша Койрала
Маніша Койрала (англ. Manisha Koirala, неп. मनिषा कोइराला; нар. 16 серпня 1970, Катманду, Непал) — непальська та індійська кіноакторка, продюсерка, танцюристка бхаратанатьям і маніпурі та феміністична активістка. Працює в основному в Боллівуді, а також знімається в фільмах Коллівуда, Толлівуда, у фільмах мовою малаялам і в непальських фільмах. Лауреатка трьох премій Filmfare Award за найкращу жіночу роль на думку критиків і премії Filmfare Awards South. Амбасадорка доброї волі ЮНФПА і громадська діячка. Нагороджена урядовою нагородою Непалу — орденом Правої руки Гурккі (2001).

## Життєпис
Маниша Коїрала народилася 16 серпня 1970 року в столиці Непалу Катманду в родині видатних політичних діячів. Її батьками є політик Пракаш Койрала і його дружина Сушма. Її дід Бішвешвар Прасад Койрала був прем'єр-міністром Непалу з 1959 по 1960 роки. Два її двоюрідних діди — прем'єр-міністри Гиріджа Прасад Койрала і Матріка Прасад Койрала. Її родич Сушіл Койрала був прем'єр-міністром до лютого 2016 року. Її тітка — Шайладжа Ачар'я.
Освіту здобула у Варанасі в Vasant Kanya Mahavidhyalaya (VKM), а також в Нью-Делі в Army Public School, Dhaula Kuan (APS).
Спочатку хотіла стати лікаркою, потім стала акторкою Боллівуду. Її брат Сіддхарт Койрала теж актор (вони знімалися разом у 2007 році в фільмі «Художник Анвар»). В 2004 році Маніша Койрала отримала диплом режисерки в Нью-Йорку і, повернувшись до Індії, стала членкинею товариства незалежного документального кіно.
У 2010 році Маніша Койрала одружилася з непальським бізнесменом, у 2012 році розлучилася.
У листопаді 2012 році Маніші Койрала діагностовано рак яєчників. Після операції, проведеної в США, акторка одужала.

## Кінокар'єра
Маніша Койрала дебютувала в кіно в 1989 році в непальському фільмі «Ми зустрінемося знову» («Pheri Bhetaula»). Через рік дебютувала в Боллівуді у комерційно успішній драмі «Торговець» («Saudagar», 1991) режисера Субхаша Гхая.
Помітними роботами Маніши Койрали стали ролі у фільмах індійського кінематографа 1990-х початку 2000 років: «Сага про любов» («1942: A Love Story», 1994), «Різні долі» («Akele Hum Akele Tum», 1995), «Світ музики» (1996) режисера Санджая Ліли Бхансалі, «Вогонь-свідок» («Agni Sakshi», 1996), «Таємниця» («Gupt: The Hidden Truth», 1997), «Бомбей» («Bombay», 1995) і «Любов з першого погляду» (1998) (обидва — режисера Мані Ратнама), «Бунтівна душа» (1999), «Втікачка» («Lajja», 2001), «Розплата за все» («Company», 2002) режисера Рами Гопала Варми.
Акторка виконувала головні ролі в шести високобюджетних комерційно успішних фільмах Коллівуду: «Бомбей» (1994), «Mudhalvan» (1999), «Індієць» (1996), «Сатана» (2001) і «Мумбаї-експрес» (2005) (всі три — з Камалом Хасаном), «Баба» (2002) (разом з Раджнікантом).
Є лауреаткою трьох премій Filmfare Award за найкращу жіночу роль на думку критиків і однієї премії Filmfare Awards South. Чотири рази була номінована на премію Filmfare Award за найкращу жіночу роль.
Хоча касові збори фільмів за участю Маніши Койрали дуже різняться, критика відзначає, що акторка має свою професійну нішу незалежно від комерційного успіху.
В 2004 році Маніша Койрала спродюсувала малобюджетну комедію «Давайте розрахуємося» («Paisa Vasool»), у якому знімалися вона і Сушміта Сен, а режисером був Шрініваса Бхашіяма.
У грудні 2009 року була членкинею журі п'ятого міжнародного кінофестивалю в Дубаї.
В даний час продовжує зніматися в кіно, наприклад, в 2014 році знялася у фільмі «Edavapathi» мовою малаялам.
Маніша Койрала також є професійною танцюристкою індійських класичних танців в стилях бхаратанатьям і маніпурі.

## Громадська діяльність
У вересні 1999 році Маніша Койрала призначена амбасадоркою доброї волі ЮНФПА. Бере активну участь в соціальній роботі, — зокрема, співпрацює з організаціями, що працюють в захисті прав жінок, запобіганню насильству проти жінок та припинення торгівлі непальськими дівчатками для проституції.

## Фільмографія

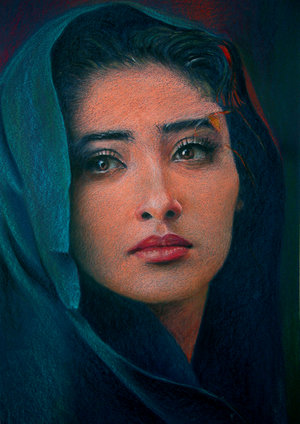
Портрет Маніші Койрали

| Рік  | Українська назва                   | Оригінальна назва                       | Роль                        | Мова оригіналі  | Примітки |
| ---- | ---------------------------------- | --------------------------------------- | --------------------------- | --------------- | --- |
| 1989 | Ми зустрінемося знову              | Pheri Bhetaula                          |                             | Непальська      | |
| 1991 | Торговець                          | Saudagar                                | Радха                       | гінді           | |
| 1991 | Перший любовний лист               | First Love Letter                       | Радха Сінкх                 | гінді           | |
| 1992 | Велич любові                       | Yalgaar                                 | Мегхна Кумар                | гінді           | |
| 1993 | Сага про любов                     | 1942: A Love Story                      | Раджешварі Патхак           | гінді           | |
| 1993 | Багач                              | Dhanwaan                                | Імлі                        | гінді           | |
| 1993 | Подвійна гра                       | Insaniyat Ke Devta                      | Ніша                        | гінді           | |
| 1993 | Спадкоємиця                        | Anmol                                   | Анмол                       | гінді           | |
| 1994 | Безжальна кохана                   | Sangdil Sanam                           | Санам                       | гінді           | |
| 1994 |                                    | Yuhi Kabhi                              | Пуджа                       | гінді           | |
| 1994 | Кримінал                           | Criminal                                | місіс Швета Кумар           | телугу, гінді   | Двомовний фільм |
| 1995 | Бомбей                             | Bombay                                  | Шайла Бано                  | тамілі          | Filmfare Award за найкращу жіночу роль на думку критиків; Filmfare Awards South                                                                            |
| 1995 | Різні долі                         | Akele Hum Akele Tum                     | Кіран Кумар                 | гінді           | |
| 1995 | Самовіддана любов                  | Guddu                                   | Саліна                      | гінді           | |
| 1995 | Ніщо не зупинить любов             | Dushmani: A Violent Love Story          | Сапна Оберой                | гінді           | |
| 1995 | Нерозлучні                         | Anokha Andaaz                           | Рима                        | гінді           | |
| 1995 |                                    | Ram Shastra                             | Анжалі Сінха                | гінді           | |
| 1995 | Возз'єднання                       | Milan                                   | Прія                        | гінді           | |
| 1996 | Світ музики                        | Khamoshi: The Musical                   | Енні Браганца               | гінді           | Filmfare Award за найкращу жіночу роль на думку критиків; Screen Weekly Awards за найкращу жіночу роль; номінація — Filmfare Award за найкращу жіночу роль |
| 1996 | Вогонь-свідок                      | Agni Sakshi                             | Шіванджі Капур / Мадху      | гінді           | |
| 1996 | Індієць                            | Indian                                  | Ішварія                     | тамілі          | Дубльований мовою гінді під назвою Hindustani |
| 1996 | Вир долі                           | Majhdhaar                               | Радха Рай                   | гінді           | |
| 1997 | Таємниця / Прихована істина        | Gupt: The Hidden Truth                  | Шітал Чоудхарі              | гінді           | |
| 1997 | Райський острів                    | Sanam                                   | Санам                       | гінді           | |
| 1997 |                                    | Dil Ke Jharoke Main                     | Суман                       | гінді           | |
| 1997 |                                    | Dil Deewana Maane Na                    |                             | гінді           | |
| 1997 | Залізний                           | Loha                                    | Маніша                      | гінді           | |
| 1998 | Кохання з першого погляду          | Dil Se..                                | Мегна                       | гінді           | Номінація — Filmfare Award за найкращу жіночу роль; номінація — Star Awards                                                                                |
| 1998 | Позначений Богом                   | Yugpurush                               | Суніта                      | гінді           | |
| 1998 | Несподіванка                       | Achanak                                 | Пуджа                       | гінді           | |
| 1998 | Махараджа                          | Maharaja                                | Шалі Матхур                 | гінді           | |
| 1998 | За ґратами                         | Salaakhen                               | камео                       | гінді           | |
| 1999 | Бунтівна душа                      | Mann                                    | Прія Верма                  | гінді           | |
| 1999 | Червоний Падишах                   | Lal Baadshah                            | Кіран                       | гінді           | |
| 1999 | Пуля                               | Kartoos                                 | Мини                        | гінді           | |
| 1999 | Диверсант                          | Hindustan Ki Kasam                      | Рошанара                    | гінді           | |
| 1999 | Братські узи                       | Kachche Dhaage                          | Руксана                     | гінді           | |
| 1999 |                                    | Mudhalvan                               | Thenmozhi                   | тамілі          | |
| 1999 |                                    | Laawaris                                | Аншу Мехра                  | гінді           | |
| 1999 |                                    | Jaihind                                 | Шітал                       | гінді           | |
| 2000 | Випадкова свідок                   | Khauff                                  | Неха Верма                  | гінді           | |
| 2000 | Живий щит                          | Champion                                | Сапна Кханна                | гінді           | |
| 2000 | Доля                               | Baaghi                                  | Рані                        | гінді           | |
| 2000 |                                    | Raja Ko Rani Se Pyar Ho Gaya            | Маніша                      | гінді           | |
| 2001 | Втікачка                           | Lajja                                   | Вайдехі                     | гінді           | |
| 2001 | Сатана                             | Aalavandhan                             | Шармілі                     | тамілі          | |
| 2001 | Сум'яття                           | Grahan                                  | Паро / Парваті Шастрі       | гінді           | |
| 2001 | Темна конячка                      | Chhupa Rustam: A Musical Thriller       | Ніша                        | гінді           | |
| 2001 | Спасіння                           | Moksha: Salvation                       | Ритіка                      | гінді           | |
| 2002 | Розплата за все                    | Company                                 | Сароджа                     | гінді           | Filmfare Award за найкращу жіночу роль на думку критиків                                                                                                   |
| 2002 | Дитина                             | Baba                                    | Чамумндешварі               | тамілі          | |
| 2002 | Прокляття                          | Jaani Dushman: Ek Anokhi Kahani         | Васундхара / Див'я          | гінді           | |
| 2002 | Романтична історія                 | Ek Chhotisi Love Story                  | жінка                       | гінді           | |
| 2003 | Втеча з Талібану                   | Escape from Taliban                     | Сушміта Банерджі Саїд Камал | гінді           | Премія асоціації бенгальських журналістів |
| 2003 | Фатальна зустріч                   | Calcutta Mail                           | Санджана                    | гінді           | |
| 2003 | Ринок                              | Market                                  | Мушкан Бано / Маліка        | гінді           | |
| 2004 | Одержимий любов'ю                  | Tum? / Tum: A Dangerous Obsession       | Каміні Гупта                | гінді           | |
| 2004 | Давайте розрахуємося               | Paisa Vasool                            | Марія Розаріо               | гінді           | |
| 2005 | Мумбаї-експрес                     | Mumbai Express                          | Ахілья                      | тамілі          | |
| 2005 | Тадж-Махал: Велика історія кохання | Taj Mahal: An Eternal Love Story        | принцеса Джахан Ара         | гінді           | |
| 2005 |                                    | Chaahat Ek Nasha                        | Маліка                      | гінді           | |
| 2006 | Чужинці                            | Anjaane: The Unkown                     | Шівані А. Малхотра          | гінді           | |
| 2006 | Банда                              | Darwaza Bandh Rakho                     | Джулі                       | гінді           | |
| 2007 | Художник Анвар                     | Anwar                                   | Аніта                       | гінді           | |
| 2007 |                                    | God Tussi Great Ho                      | Шітал                       | гінді           | |
| 2008 | Кохана                             | Mehbooba                                | Варша                       | гінді           | |
| 2008 |                                    | Tulsi: Mathrudevobhava                  | Тулсі                       | гінді           | |
| 2008 | Стиль життя                        | Sirf                                    | Девіка                      | гінді           | |
| 2008 |                                    | Nagaram                                 | камео                       | телугу          | |
| 2008 |                                    | Khela                                   | Шіла                        | бенгалі         | |
| 2009 |                                    | Do Paise Ki Dhoop Chaar Aane Ki Baarish | Джухі                       | гінді           | |
| 2010 |                                    | Dharmaa                                 | Гаурі                       | непальська      | |
| 2010 | Електра                            | Elektra                                 | Діана                       | малаялам        | |
| 2010 |                                    | Ek Second… Jo Zindagi Badal De?         | Раші                        | гінді           | |
| 2011 |                                    | Mappillai                               | Раджкумарі                  | тамілі          | номінація — Filmfare Awards South |
| 2011 | Моє ім'я                           | I Am                                    | Рубіна                      | гінді           | |
| 2012 | Повернення примари                 | Bhoot Returns                           | Намрата Авастрі             | гінді           | |
| 2015 | Чехере: Сучасний день класики      | Chehere: A Modern Day Classic           | Тарана                      | гінді           | |
| 2016 | Гра                                | Oru Melliya Kodu                        | Мая                         | каннада, тамілі | |
| 2016 |                                    | Edavappathy                             | Сумітра                     | малаям          | |

## Нагороди та номінації
Нагороди
- 1994 — Премія імені Сміти Патіль[2] (за досягнення в індійській кіноіндустрії)
- 1996 — Filmfare Award за найкращу жіночу роль на думку критиків — «Бомбей»[3] (Bombay)
- 1996 — Filmfare Awards South — «Бомбей»
- 1997 — Filmfare Award за найкращу жіночу роль на думку критиків — «Світ музики»[3]
- 1997 — Screen Weekly Awards за найкращу жіночу роль — «Світ музики»
- 2001 — Орден Правої руки Гурккі[4][5] (за досягнення в індійській кіноіндустрії)
- 2003 — Filmfare Award за найкращу жіночу роль на думку критиків — «Розплата за все»[6] (Company)
- 2003 — Нагорода асоціації бенгальських журналістів за найкращу жіночу роль у фільмах на гінді[en] — «Втеча з Талібану»[en] (Escape from Taliban)
- 2014 — Премія журналу «India Today» (дівчина року)

Номінації
- Filmfare Award за найкращу жіночу роль:
  - 1995 — «Сага про любов» (1942: A Love Story)
  - 1996 — «Різні долі» (Akele Hum Akele Tum)
  - 1997 — «Світ музики»
  - 1999 — «Кохання з першого погляду»
- Інші: 
  - 1999 — Star Award — «Кохання з першого погляду»
  - 2012 — Filmfare Awards South — Mappillai